# Lotte Lehmann

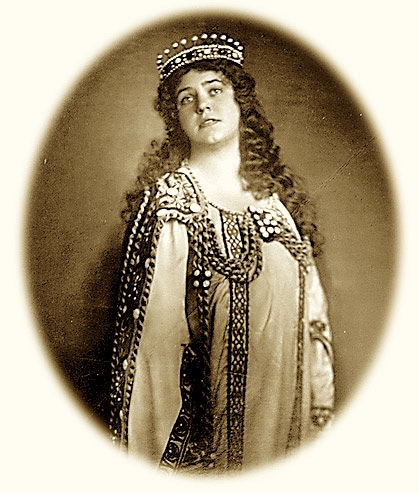
Lotte Lehmann in de rol van Elisabeth in Tannhäuser (1920)

Charlotte "Lotte" Sophie Pauline Lehmann (Perleberg, 27 februari 1888 - Santa Barbara (Californië), 26 augustus 1976) was een Duits-Amerikaanse dramatische en lyrische sopraan en prima donna.
Haar vader wilde dat ze onderwijzeres werd om verzekerd te zijn van een pensioen op haar oude dag, maar zelf wilde ze zangeres worden.
Ze volgde haar zangopleiding aan de Königliche Hochschule für Musik te Berlijn. Ze debuteerde in 1910 in Hamburg als tweede knaap in Mozarts Die Zauberflöte. In 1912 zong zij op aandringen van Otto Klemperer haar eerste hoofdrol, Elsa in Lohengrin. Het werd de start van haar carrière. Vanaf 1916 was zij verbonden aan de Weense Staatsopera en begon zij internationaal roem te vergaren. Vanaf 1922 voerden uitgebreide tours haar onder meer naar Zuid-Amerika, Australië en de Verenigde Staten. Haar Amerikaanse debuut was in Chicago in 1930. Tussen 1924 en 1938 zong ze geregeld in Covent Garden (Londen). In 1938 trad ze ook in Nederland op.
Omdat ze in 1934 geen gehoor gaf aan de eis van Hermann Göring om als wereldberoemde zangeres deel te nemen aan de nazipropaganda werd haar het optreden in Duitsland onmogelijk gemaakt. Door de dreiging van de annexatie van Oostenrijk - ze was door haar huwelijk Oostenrijkse geworden - week ze uit naar de Verenigde Staten. Ze verbond zich aan de Metropolitan Opera en werd in juni 1945 Amerikaans staatsburger. Lehmann was in 1947 medeoprichter van de Music Academy of the West in Santa Barbara, waar ze vanaf 1951 lesgaf. In 1951 gaf ze haar afscheidsconcert in de Town Hall in Manhattan. Daarna was ze alleen nog in het zangonderwijs actief.
Lehmann heeft verscheidene boeken geschreven, waaronder het boek More Than Singing, waarin ze haar ervaringen en technieken deelde. 
Ze overleed na een langdurige ziekte in haar woning in Santa Barbara. Haar as werd bijgezet in een eregraf op de Zentralfriedhof van Wenen.

## Onderscheidingen

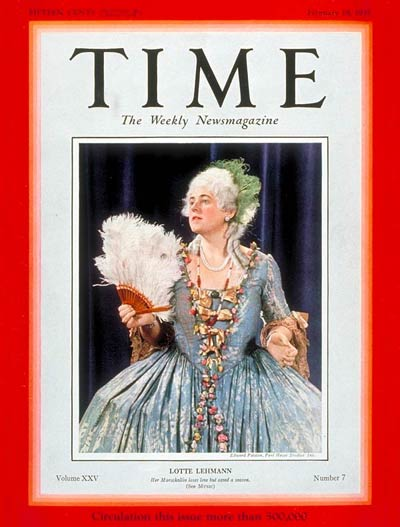
Lehmann op de omslag van Time Magazine

- Erelid van de Weense Staatsopera, 1929
- Eretitel "Kammersängerin"
- Officier in het Legioen van Eer, 1937
- "Ehrenring" van de stad Wenen, 1962
- Duits Grootkruis van Verdienste, 1964
- Grote Zilveren Medaille van de stad Salzburg, 1969
- Eredoctoraat van de University of California

## Wetenswaardigheden
- Lotte Lehman was Richard Strauss' favoriete Marschallin in Der Rosenkavalier
- In Salzburg is een Stolperstein voor Lotte Lehmann geplaatst
- Lehmann trouwde in 1926 met Otto Krause, die in 1939 stierf aan tuberculose[7]